# Wczesna alfabetyzacja
Wczesna alfabetyzacja (ang. emergent literacy, early literacy, pre-literacy) – to rozwój fizycznych, emocjonalnych i poznawczych umiejętności małego dziecka, który ma miejsce od jego pierwszych miesięcy życia do momentu rozpoczęcia nauki w szkole. Termin ten upowszechnił się w literaturze naukowej w latach 80. XX wieku. W kontekście wczesnej alfabetyzacji pojawia się również pojęcie umiejętności przedczytelniczych (ang. pre-reading skills), które odnosi się do zestawu kompetencji, jakie dziecko zdobywa podczas kontaktu z książkami, zanim jeszcze nauczy się czytać.

## Historia[2]

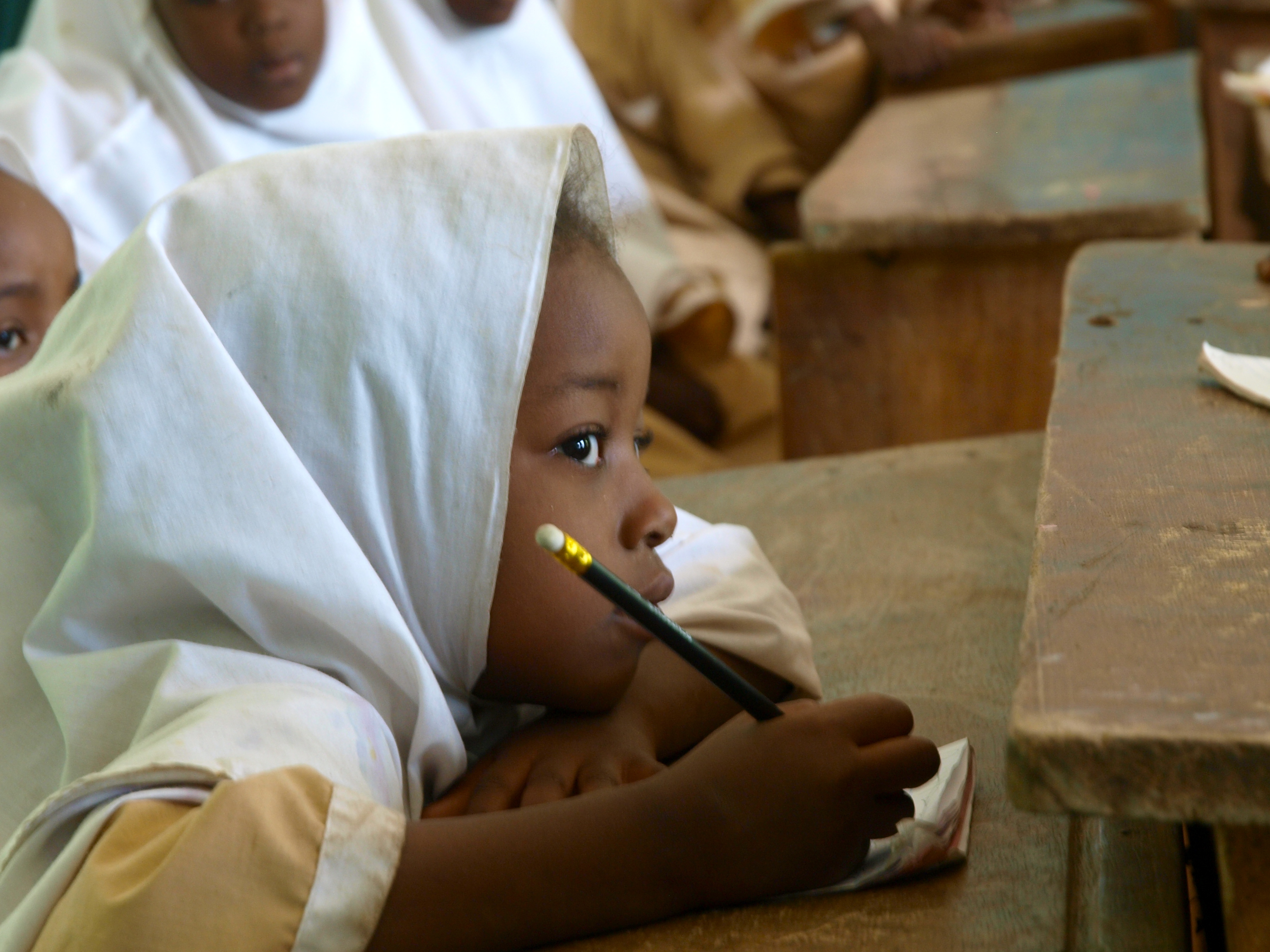
Wczesna alfabetyzacja w praktyce

Zgodnie z filozofią Fröbela, która stanowiła fundament ruchu przedszkolnego, maturacjonaliści (maturacjonizm to filozofia edukacji wczesnoszkolnej, która postrzega dziecko jako rozwijający się organizm i uważa, że rolą edukacji jest bierne wspieranie tego wzrostu, a nie aktywne wypełnianie dziecka informacjami) uważali, że małe dzieci potrzebują czasu na dojrzewanie i rozwijanie samoświadomości, zanim rozpoczną formalną naukę czytania. Wierzono, że zmuszanie dzieci do wcześniejszego czytania może wyrządzić im krzywdę, podczas gdy czekanie na odpowiedni moment nie wiąże się z żadnym ryzykiem w rozwoju tego procesu.
Przekonania te były podsycane przez Arnolda Gesella, lekarza, który porównał procesy poznawcze dzieci do rozwoju fizycznego. Gesell uważał, że wszystkie dzieci przechodzą przez szereg niezmiennych stadiów, których nie można przyspieszyć, a dojrzewanie następuje tylko w wyniku biologicznego procesu dojrzewania nerwowego. Założenia te stosowano ogólnie do nauki, a w szczególności do nauki czytania.
Następnie rozpowszechnienie stosowania zasad metodologii naukowej i rozwijający się w latach 20. i 30. XX wieku testing movement doprowadziły do opracowania ustandaryzowanych „testów gotowości”, które miały na celu zmierzenie, czy dane dziecko jest, czy nie jest gotowe do czytania.
Idea gotowości i testowania gotowości stały się centralnymi punktami dla filozoficznego, jak i pedagogicznego podejścia do nauki czytania przez dzieci. Gotowość była postrzegana jako coś, co można zracjonalizować, zmierzyć testami, do czego można doprowadzić czekając, aż wykształci się w sposób naturalny. Te przekonania nadal dominowały aż do lat 50. XX wieku. Zostały jednak powściągnięte przez ruch rozwojowy (ang. developmental movement). Podobnie jak maturacjonaliści, zwolennicy ruchu rozwojowego uważali, że małe dzieci muszą być „gotowe”, zanim przystąpią do nauki czytania. Jednak skłaniali się ku wychowawczej stronie sporu nature versus nurture, twierdząc, że gotowość u dzieci można wykształcić i przyspieszyć lub zahamować poprzez niektóre doświadczenia.
Już od lat 60. XX wieku każdy większy wydawca treści wspomagających kształtowanie umiejętności kognitywnych dbał o wykorzystywanie w publikowanych treściach komponentu gotowości (ang. readiness component), który zazwyczaj obejmował takie kwestie jak: dyskryminacja wizualna (ang. visual discrimination) identyfikacja kolorów, kształtów, liczb i liter; progresja od lewej do prawej oraz współrzędność liter.
W 1966 roku Marie Clay ukończyła swoją rozprawę doktorską, w której badała zachowania czytelnicze dzieci z Nowej Zelandii w pierwszym roku nauki w szkole. Odkrycia Clay wskazywały na coś zupełnie innego niż „filozofia gotowości”, którą głosiła większość ekspertów w tej dziedzinie. Badania Clay wykazały, że dzieci nie stają się piśmienne po opanowaniu serii z góry określonych „umiejętności gotowości” i rozpoczęciu formalnej nauki czytania. Zamiast tego zauważyła, że małe dzieci przychodzą do szkoły z dużą wiedzą na temat czytania i pisania, którą są w stanie zastosować w praktyce. Z tego powodu Clay uważała, że terminy takie jak „gotowość do czytania” (ang. reading readiness) i „przed-czytelnik” (ang. pre reader) są zarówno umniejszające, jak i niedokładne jako opisy zachowań czytelniczych wśród dzieci. Zamiast tego pisała ona o wczesnym czytaniu i pisaniu w znaczeniu „kształtującej się umiejętności czytania i pisania” u dzieci (ang. emergent literacy).
Termin „kształtująca się” (ang. emergent) ilustrował, że przyswajanie umiejętności pisania i czytania to stopniowy proces, a nie opanowanie serii umiejętności przed-czytelniczych. Termin „umiejętność czytania i pisania” (ang. literacy) był również znaczący, ponieważ ukazywał szerszą perspektywę, która uwzględniała rozwój dziecięcych zdolności, nie tylko jako czytelniczych, ale także piśmiennych i oralnych.
Włączenie umiejętności pisania i połączonych czytania z pisaniem, stało się kluczowe w postrzeganiu ewolucji pojęcia wczesnej alfabetyzacji i znaczenia rozwoju umiejętności piśmiennych wśród dzieci, począwszy od lat 70. XX wieku do dziś.
Obecne perspektywy rozwoju wczesnej alfabetyzacji zostały ukształtowane przez ruchy z przeszłości i można w nich znaleźć pozostałości różnorodnych teorii i praktyk, które miały podstawy we wcześniejszych koncepcjach, jak teorie:
- koneksjonistyczne
- emergentne
- konstruktywistyczne
- krytyczne

## Badania nad wczesną alfabetyzacją w Polsce
W Polsce zagadnieniem zajmowała się m.in. Anna Brzezińska, według której „stan gotowości” dziecka do czytania i pisania podlega trzem wyznacznikom:
- Gotowości psychomotorycznej – koncepcja gotowości na tym etapie polega na rozwinięciu u dziecka wszystkich umiejętności i zdolności, które są kluczowe dla efektywnego opanowania techniki czytania i pisania np. poprawna wymowa, właściwa koordynacja wzrokowo-słuchowo-ruchowa, sprawność ręki dominującej.
- Gotowości słownikowo-pojęciowej – w skład której wchodzą umiejętności efektywnego wykorzystywania posiadanego doświadczenia psychologicznego i lingwistycznego, które pozwala na właściwe rozumienie słuchanych tekstów, a tym samym stanowi podstawę do rozwoju umiejętności czytania i pisania ze zrozumieniem.
- Gotowości emocjonalno-motywacyjnej – w osiągnięciu której najistotniejsze jest uświadomienie dziecku znaczenia umiejętności czytania i pisania, zarówno w kontekście ich wartości jakie dla niego niosą, jak i możliwości, które zyska wraz z nabyciem tych zdolności.

Z kolei Michalczyk podkreśla znaczenie następujących warunków:
– prawidłową wymowę,
– określoną lateralizację, wysoką sprawność ręki dominującej zarówno w zakresie szybkości, jak i precyzji ruchów,
– prawidłowy poziom percepcji wzrokowej oraz słuchowej,
– właściwą koordynację wzrokowo – słuchowo – ruchową,
– zdolność koncentracji uwagi na dłuższy czas,

– odpowiednią pojemność tzw. pamięci świeżej.
Innymi polskimi badaczkami, które opublikowały prace poświęcone wczesnej alfabetyzacji już w XXI wieku, są Małgorzata Cackowska i Agata Walczak-Niewiadomska.

## Rola książki w rozwoju dziecka
Książki pełnią zasadniczą rolę w kształtowaniu się umiejętności koncentracji, logicznego myślenia oraz empatii, które mają istotne znaczenie w edukacji i rozwijaniu kompetencji społecznych wśród dzieci nawet w okresie przed zdobyciem umiejętności czytania i pisania. Katarzyna Krasoń wyszczególnia cztery etapy, które prowadzą do „formułowania osobistego doznania estetycznego w sposób intelektualny”:
1. concept recovery (zestawienie treści utworu z wiedzą odbiorcy o świecie)
2. idea recovery (tworzenie idei na podstawie zgromadzonych informacji)
3. plan recovery (poznanie planu tekstu)
4. zadowalające zrozumienie tekstu[16]

W książkach dla najmłodszych, zwykle wyróżnia się trzy główne kategorie. Pierwszą są klasyczne książki z obrazkami, w których ilustracje uzupełniają tekst, na przykład wiersz czy opowiadanie. Drugą kategorią stanowią książki-zabawki, które zawierają elementy do zabawy i manipulacji. Trzecią, długo nieobecną w Polsce kategorią, są książki obrazkowe (ang. picture books), które w spójny sposób łączą tekst i ilustrację, często będąc dziełem jednej osoby odpowiedzialnej za cały projekt książki, w tym obrazki, teksty i typografię. Małgorzata Cackowska w swojej analizie tego zjawiska zwróciła uwagę na społeczną perspektywę w odbiorze książki obrazkowej oraz próbę systematyzacji tego fenomenu.
Ewa Kochanowska zaznacza, że proces kształtowania wiedzy osobistej u dziecka zachodzi na skutek oddziaływań różnych środowisk wychowawczych oraz indywidualnych doświadczeń związanych z otoczeniem społecznym, a także jakości relacji i przeżyć w tych środowiskach. Aby rozwój intelektualny, emocjonalny, społeczny i duchowy dziecka przebiegał prawidłowo, niezbędne są bezpośrednie, prawdziwe interakcje z otoczeniem społecznym oraz dostarczanie przeżyć literackich i medialnych, które powinny jednak stanowić tylko uzupełnienie tych doświadczeń.

### Kampania „Cała Polska czyta dzieciom”
W Polsce jedną z najbardziej rozpoznawalnych akcji na rzecz krzewienia czytelnictwa wśród dzieci jest kampania „Cała Polska czyta dzieciom”. Organizowana przez Fundację ABCXXI – Program Zdrowia Emocjonalnego:
wspiera zdrowie psychiczne, umysłowe i moralne dzieci i młodzieży oraz krzewi wiedzę nt. mądrego wychowania.
W odpowiedzi na potrzebę wyboru lektur do głośnego czytania powstała tzw. „Złota lista” książek. To zbiór dzieł o ponadczasowej wartości, które miały duże znaczenie dla pokoleń obecnych rodziców i dziadków, ale nie są obecnie popularne. Tworzący listę pracownicy Fundacji podkreślają, że nie jest to zestawienie ostateczne. W jej skład wchodzą m.in. „Dzieci z Bullerbyn”, „Tajemniczy ogród”, „Matylda”, „Serce”, „Ania z Zielonego Wzgórza”, „Księga dżungli”, „Mały książę”, „Most do Terabithii”, „Hobbit”, „Pies Baskerville’ów” czy „Czarnoksiężnik z Archipelagu”. Wspólne czytanie książek w rodzinie wzmacnia więzi między jej członkami. Najlepszym czasem na głośne czytanie jest wieczór, przed pójściem spać, ponieważ tworzy on wyjątkowy nastrój, a dziecko doznaje wtedy poczucia bezpieczeństwa, miłości i uznania. Jednak kampania promuje również ideę, że każdy moment jest odpowiedni, by rozpocząć przygodę z literaturą. Głośne czytanie, nawet niemowlętom, nie tylko rozwija percepcję słuchową, ale również daje im, już wspomniane, poczucie bezpieczeństwa, a starszym dzieciom pozwala na wzbogacenie wiedzy o świecie. Lektura książek pomaga dzieciom rozwiązywać problemy, a wspólne czytanie zbliża rodzinę.
Kontakt z żywym słowem uczy również krytycznego myślenia, niezbędnego do racjonalnych ocen sytuacji, rozwiązywania problemów oraz znoszenia sytuacji trudnych czy rozstrzygania dylematów moralnych.
Współczesnych pedagogów niepokoi niski poziom odporności emocjonalnej u dzieci oraz zjawisko analfabetyzmu funkcjonalnego. Dzieci borykają się z ubóstwem językowym, co utrudnia im zrozumienie prostych tekstów i poleceń w szkole. Coraz rzadziej sięgają po książki, ponieważ czytanie niezrozumiałych słów i zdań staje się dla nich trudne, wymaga znacznego wysiłku oraz koncentracji.

### Report of the National Early Literacy Panel
The Developing Early Literacy: Report of the National Early Literacy Panel dostarczył analizy prawie 300 badań pokazujących w jaki sposób wdrażanie wczesnej alfabetyzacji koreluje z późniejszymi osiągnięciami piśmienniczymi. Jego celem było zsumowanie dokonań naukowych w dziedzinie badań nad wczesnym rozwojem umiejętności czytania i pisania oraz wpływu na politykę oświatową i praktyki w zakresie wczesnego rozwoju mowy i alfabetyzacji wśród małych dzieci. Istotnym odkryciem raportu był fakt, że dla dzieci u których rozwinęły się one w pierwszych pięciu latach życia, konsekwentnie miały duży, pozytywny wpływ na późniejsze, standardowe umiejętności czytania i pisania.